# Uvaria oligocarpa
Uvaria oligocarpa är en kirimojaväxtart som först beskrevs av Friedrich Ludwig Diels, och fick sitt nu gällande namn av L. L. Zhou, Y. C. F. Su och R. M. K. Saunder. Uvaria oligocarpa ingår i släktet Uvaria och familjen kirimojaväxter. Inga underarter finns listade i Catalogue of Life.